# Copa Rio 2007
In 2007 werd de twaalfde editie van de Copa Rio gespeeld voor voetbalclubs uit de Braziliaanse staat Rio de Janeiro. De competitie keerde na één jaar onderbreking terug en werd georganiseerd door de FERJ en werd gespeeld van 14 april tot 8 augustus. Enkel clubs die niet in de nationale reeksen speelden namen deel en vanaf dit jaar mocht de winnaar opnieuw deelnemen aan de Copa do Brasil van het daaropvolgende jaar. Volta Redonda werd kampioen. 

## Eerste fase
Er namen 21 teams deel die verdeeld werden over vijf groepen van vier of vijf clubs. De vier beste groepswinnaars plaatsten zich meteen voor de derde fase. De vijfde groepswinnaar, de vijf tweedes en de twee beste derdes bekampten elkaar in de tweede fase voor nog vier plaatsen in de derde fase. In de derde fase werden Volta Redonda, America, Cabofriense en Nova Iguaçu nog bij de clubs gevoegd. De twaalf clubs werden in vier groepen van drie verdeeld en de twee eerste plaatsten zich voor de vierde fase. De acht overblijvers in de vierde fase werden in twee groepen verdeeld en de groepswinnaars stootten door naar de finale. 

### Groep A
| Plaats | Clu           | Wed. | W | G | V | Saldo | Ptn. |
| ------ | ------------- | ---- | - | - | - | ----- | ---- |
| 1.     | Profute       | 6    | 4 | 0 | 2 | 14:7  | 12   |
| 2.     | São Cristóvão | 6    | 3 | 1 | 2 | 7:6   | 10   |
| 3.     | Condor        | 6    | 3 | 1 | 2 | 10:10 | 4    |
| 4.     | Rio São Paulo | 6    | 0 | 2 | 4 | 7:15  | 2    |

|  | Geplaatst voor tweede fase |

### Groep B
| Plaats | Clu                | Wed. | W | G | V | Saldo | Ptn. |
| ------ | ------------------ | ---- | - | - | - | ----- | ---- |
| 1.     | Bangu              | 6    | 4 | 2 | 0 | 12:4  | 14   |
| 2.     | Casimiro de Abreu  | 6    | 2 | 2 | 2 | 13:11 | 8    |
| 3.     | Macaé              | 6    | 2 | 1 | 3 | 7:7   | 7    |
| 4.     | Semeando Cidadania | 6    | 1 | 1 | 4 | 4:14  | 4    |

|  | Geplaatst voor derde fase  |
|  | Geplaatst voor tweede fase |

### Groep C
| Plaats | Clu              | Wed. | W | G | V | Saldo | Ptn. |
| ------ | ---------------- | ---- | - | - | - | ----- | ---- |
| 1.     | Tigres do Brasil | 6    | 4 | 2 | 0 | 9:3   | 14   |
| 2.     | Portuguesa       | 6    | 3 | 3 | 0 | 13:5  | 12   |
| 3.     | Mesquita         | 6    | 1 | 2 | 3 | 5:7   | 5    |
| 4.     | Bela Vista       | 6    | 0 | 1 | 5 | 0:12  | 1    |

|  | Geplaatst voor derde fase  |
|  | Geplaatst voor tweede fase |

### Groep D
| Plaats | Clu               | Wed. | W | G | V | Saldo | Ptn. |
| ------ | ----------------- | ---- | - | - | - | ----- | ---- |
| 1.     | Olaria            | 8    | 5 | 2 | 1 | 20:10 | 17   |
| 2.     | Duque de Caxias   | 8    | 4 | 3 | 1 | 19:5  | 15   |
| 3.     | Estácio de Sá     | 8    | 3 | 3 | 2 | 10:6  | 12   |
| 4.     | Campo Grande      | 8    | 2 | 3 | 3 | 9:12  | 9    |
| 5.     | União de Marechal | 8    | 0 | 1 | 7 | 2:27  | 1    |

|  | Geplaatst voor derde fase  |
|  | Geplaatst voor tweede fase |

### Groep E
| Plaats | Clu          | Wed. | W | G | V | Saldo | Ptn. |
| ------ | ------------ | ---- | - | - | - | ----- | ---- |
| 1.     | Silva Jardim | 6    | 4 | 2 | 0 | 10:3  | 14   |
| 2.     | CFZ do Rio   | 6    | 3 | 1 | 2 | 7:6   | 10   |
| 3.     | Villa Rio    | 6    | 2 | 3 | 1 | 9:7   | 9    |
| 4.     | Rubro Social | 6    | 0 | 0 | 6 | 1:11  | 0    |

|  | Geplaatst voor derde fase  |
|  | Geplaatst voor tweede fase |

## Tweede fase

### Groep F
| Team #1       | Tot.  | Team #2       | 1ste wed | 2de wed |
| ------------- | ----- | ------------- | -------- | ------- |
| São Cristóvão | 3 - 1 | Estácio de Sá | 2 - 0    | 1 - 1   |

### Groep G
| Team #1   | Tot.  | Team #2           | 1ste wed | 2de wed |
| --------- | ----- | ----------------- | -------- | ------- |
| Villa Rio | 4 - 2 | Casimiro de Abreu | 0 - 1    | 4 - 1   |

### Groep H
| Team #1    | Tot.  | Team #2 | 1ste wed | 2de wed |
| ---------- | ----- | ------- | -------- | ------- |
| Portuguesa | 3 - 1 | Profute | 1 - 0    | 2 - 1   |

### Groep I
| Team #1         | Tot.  | Team #2    | 1ste wed | 2de wed |
| --------------- | ----- | ---------- | -------- | ------- |
| Duque de Caxias | 5 - 1 | CFZ do Rio | 2 - 1    | 3 - 0   |

## Derde fase

### Groep J
| Plaats | Clu           | Wed. | W | G | V | Saldo | Ptn. |
| ------ | ------------- | ---- | - | - | - | ----- | ---- |
| 1.     | Volta Redonda | 4    | 2 | 1 | 1 | 4:4   | 7    |
| 2.     | Olaria        | 4    | 2 | 0 | 2 | 8:3   | 6    |
| 3.     | São Cristóvão | 4    | 1 | 1 | 2 | 2:7   | 4    |

|  | Geplaatst voor vierde fase |

### Groep K
| Plaats | Clu       | Wed. | W | G | V | Saldo | Ptn. |
| ------ | --------- | ---- | - | - | - | ----- | ---- |
| 1.     | Bangu     | 4    | 4 | 0 | 0 | 12:0  | 12   |
| 2.     | America   | 4    | 1 | 1 | 2 | 2:9   | 4    |
| 3.     | Villa Rio | 4    | 0 | 1 | 3 | 1:6   | 1    |

|  | Geplaatst voor vierde fase |

### Groep L
| Plaats | Clu          | Wed. | W | G | V | Saldo | Ptn. |
| ------ | ------------ | ---- | - | - | - | ----- | ---- |
| 1.     | Cabofriense  | 4    | 2 | 1 | 1 | 6:4   | 7    |
| 2.     | Portuguesa   | 4    | 1 | 2 | 1 | 7:7   | 5    |
| 3.     | Silva Jardim | 4    | 1 | 1 | 2 | 8:10  | 4    |

|  | Geplaatst voor vierde fase |

### Groep M
| Plaats | Clu              | Wed. | W | G | V | Saldo | Ptn. |
| ------ | ---------------- | ---- | - | - | - | ----- | ---- |
| 1.     | Nova Iguaçu      | 4    | 2 | 1 | 1 | 5:4   | 7    |
| 2.     | Duque de Caxias  | 4    | 2 | 0 | 2 | 5:5   | 6    |
| 3.     | Tigres do Brasil | 4    | 1 | 1 | 2 | 5:6   | 4    |

|  | Geplaatst voor vierde fase |

## Vierde fase

### Groep N
| Plaats | Clu             | Wed. | W | G | V | Saldo | Ptn. |
| ------ | --------------- | ---- | - | - | - | ----- | ---- |
| 1.     | Volta Redonda   | 6    | 3 | 3 | 0 | 8:3   | 12   |
| 2.     | Bangu           | 6    | 3 | 2 | 1 | 10:5  | 11   |
| 3.     | Duque de Caxias | 6    | 1 | 2 | 3 | 3:8   | 5    |
| 4.     | Portuguesa      | 6    | 1 | 1 | 4 | 5:10  | 4    |

|  | Geplaatst voor finale |

### Groep O
| Plaats | Clu         | Wed. | W | G | V | Saldo | Ptn. |
| ------ | ----------- | ---- | - | - | - | ----- | ---- |
| 1.     | Cabofriense | 6    | 5 | 0 | 1 | 13:6  | 15   |
| 2.     | Nova Iguaçu | 6    | 3 | 1 | 2 | 10:9  | 10   |
| 3.     | Olaria      | 6    | 2 | 0 | 4 | 11:13 | 6    |
| 4.     | America     | 6    | 1 | 1 | 4 | 6:12  | 4    |

|  | Geplaatst voor finale |

## Finale
|                 |                               |       |                   | |
| 2 augustus Heen | Volta Redonda                 | 3 – 1 | Cabofriense       | Estádio Raulino de Oliveira, Volta Redonda Toeschouwers: 2.003 Scheidsrechter: Marcelo de Souza Pinto |
| 2 augustus Heen | Júlio César 12', 54' Buti 33' |       | 70' Marcos Marins | Estádio Raulino de Oliveira, Volta Redonda Toeschouwers: 2.003 Scheidsrechter: Marcelo de Souza Pinto |

| Volta Redonda | Cabofriense |

|                  |                      |       |               |                                                                               |
| 8 augustus Terug | Cabofriense          | 2 – 0 | Volta Redonda | Estádio Alair Corrêa, Cabo Frio Scheidsrechter: Luís Antônio Silva dos Santos |
| 8 augustus Terug | Roberto 55' Alex 75' |       |               | Estádio Alair Corrêa, Cabo Frio Scheidsrechter: Luís Antônio Silva dos Santos |
| 8 augustus Terug | Strafschoppen        |       |               | Estádio Alair Corrêa, Cabo Frio Scheidsrechter: Luís Antônio Silva dos Santos |
| 8 augustus Terug | 2 - 4                |       |               | Estádio Alair Corrêa, Cabo Frio Scheidsrechter: Luís Antônio Silva dos Santos |

| Cabofriense | Volta Redonda |

## Kampioen
| Copa Rio de 2007                  |
| Volta Redonda                     |
| --------------------------------- |
| VOLTA REDONDA Kampioen (4° titel) |